# Caprichosos da Cidade Nova
Caprichosos da Cidade Nova é uma escola de samba de Ananindeua, sendo a única agremiação representante da cidade no carnaval de Belém do Pará, desde 1985.
A entidade foi campeã dos blocos de enredo em 2008, com notas máximas em todos os quesitos, e a partir de 2009 passou a desfilar como escola de samba, no Carnaval de Belém.
Em 2011, foi a quinta escola a desfilar pelo grupo 3, sagrando-se vice campeã.
Será a última escola a se apresentar em 2012 pelo Grupo 2, no dia 18 de fevereiro.